# 4e division cuirassée
Die 4e division cuirassée (4e DCr) (deutsch 4. Panzerdivision) war eine nur kurze Zeit im Zweiten Weltkrieg bestehende Panzerdivision der französischen Armee. Am 10. Mai 1940 auf dem Schlachtfeld des Westfeldzugs der deutschen Wehrmacht eilig aufgestellt, fasste sie Panzerbataillone zusammen und kämpfte ohne Unterbrechung 40 Tage lang ohne Aussicht, der Überlegenheit des Feindes nennenswerten Widerstand entgegensetzen zu können.

## Kampfhandlungen 1940
Am 10. Mai 1940 löste das Deutsche Reich den „Fall Gelb“ aus, den die Wehrmacht mit der Operation „Sichelschnitt“, also dem Angriff auf Frankreich, Belgien und die Niederlande, einleitete.
Unter dem Kommando von Oberst de Gaulle führten 4 Bataillone der Division am 17. Mai einen Angriff  auf die überraschte 1. Panzerdivision der Wehrmacht bei Montcornet durch. Die 4e DCr verlor hier 23 ihrer 85 eingesetzten Panzer, während auf deutscher Seite keine Verluste zu verzeichnen waren. Gefechte fanden auch bei Laon statt.
Die Division verlegte dann in den Raum südlich von Abbeville, um die deutsche Angriffsspitze des Generals Guderian anzugreifen und abzuriegeln. Es kamen nun 150 Panzer und ein Artillerieregiment zum Einsatz. Bei Crécy-sur-Serre wurde der zunächst gut voran gekommene Angriff von massiertem deutschen Panzerabwehrfeuer und dem Einsatz von Sturzkampfbombern gestoppt.
Am 28. und 29. Mai richtete sich der Einsatz gegen deutsche Verbände, die das britische Expeditionskorps bei Dünkirchen eingekreist hatten. Es handelte sich um die „Schlacht bei Abbeville“. Die 4. Panzerdivision verlor bis auf rund 20 alle der eingesetzten rund 160 Panzer.
Am 1. Juni wurde die 4e DCr von der britischen 51. Division abgelöst und verlegte in den Raum bei Marseille-en-Beauvaisis, um sich neu zu sammeln und der Panzergruppe des Generals Delestraint angegliedert zu werden.
Am 6. Juni gab de Gaulle sein Kommando ab, da er zum Unterstaatssekretär im Kriegsministerium ernannt worden war. Oberst Chaudesolle übernahm zunächst, bevor am 7. Juni General de la Font Kommandeur der Division wurde.
Ebenfalls am 7. Juni wurde die Panzergruppe Delestraint der Armee von Paris (Armée de Paris) unterstellt. Am 12. Juni wechselte die Unterstellung der Division zum 10. französischen Korps.
Es folgten Rückzugsgefechte, vor allem vom 12. bis 19. Juni an der Loire. Am 26. Juni 1940 wurden die Kampfhandlungen durch den Waffenstillstand beendet.

## Zusammensetzung
Die Aufstellung der Einheit erfolgte ab Anfang Mai 1940. Die Zusammenführung wurde am 15. Mai vorläufig abgeschlossen.
Anfängliche Zusammensetzung der Division, in der Reihenfolge des Eintreffens der Einheiten:
| Einheit | Eintreffen    | Ausrüstung (s. u. Gerät)             |
| --- | ------------- | ------------------------------------ |
| 46. Panzerbataillon (46e bataillon de chars de combat)                                                                  |               | 35 Renault B 1bis                    |
| 345. selbstständige Panzerkompanie (345e compagnie autonome de chars de combat)                                         |               | 14 Renault D2                        |
| 2. Panzerbataillon (2e bataillon de chars de combat)                                                                    |               | 45 Renault R-35                      |
| 4. Bataillon gepanzerte Jäger (4e bataillon de chasseurs porter)                                                        |               |                                      |
| 24. Panzerbataillon (24e bataillon de chars de combat)                                                                  |               | 45 Renault R-35                      |
| Stab und 2. Bataillon des 303. Artillerieregiments (303e régiment d'artillerie tractée)                                 |               | Feldgeschütze (canons de 75 tractés) |
| 4. selbstständige Artilleriegruppe (4e groupe autonome d'artillerie)                                                    |               | 2 Batterien ohne Ausrüstung          |
| 1. Gruppe des 322. Artillerieregiment (322e régiment d'artillerie, 1er groupe)                                          |               |                                      |
| 2. Gruppe des 322. Artillerieregiment (322e régiment d'artillerie, 2e groupe)                                           | 17/05/1940    |                                      |
| 10. Kürassierregiment (10e régiment de cuirassiers)                                                                     | 18/05/1940    | 44 Panhard AMD-178                   |
| 19. Panzerbataillon (19e bataillon de chars de combat)                                                                  | 18–20/05/1940 | 35 Renault D2                        |
| Kampfgruppe 10/80 | 20/05/1940    |                                      |
| Kampfgruppe 11/86 | 20/05/1940    |                                      |
| 47. Panzerbataillon (47e bataillon de chars de combat)                                                                  | 21/05/1940    | 35 Renault B 1bis                    |
| 44. Panzerbataillon (44e bataillon de chars de combat)                                                                  | 21/05/1940    | 45 Renault R-35                      |
| 7. Dragonerregiment (7e régiment de dragons)                                                                            | 21/05/1940    |                                      |
| Stab (État-major) | 23/05/1940    |                                      |
| 1020. Batterie des 404. Flugabwehrregiments (404e régiment d'artillerie anti-aériens)                                   | 23/05/1940    |                                      |
| 305. Artillerieregiment (305e régiment d'artillerie)                                                                    | 23/05/1940    |                                      |
| 2. Bataillon des 7. Dragonerregiments (2e bataillon du 7e régiment de dragons)                                          | 24/05/1940    |                                      |
| Somua-Panzerabteilung des 3. Kürassierregiment (3e régiment de cuirassiers/1er groupe d'escadron de chars Somua)        | 18/05/1940    |                                      |
| Hotchkiss-Panzerabteilung des 3. Kürassierregiment (3e régiment de cuirassiers/2e groupe d'escadron de chars Hotchkiss) | 25/05/1940    |                                      |
| 665. Divisions-Panzerabwehrbatterie (665e batterie divisionnaire antichar)                                              | 25/05/1940    |                                      |
| 51. unabhängige Panzerabwehrbatterie (51e batterie antichar autonome)                                                   | 27/05/1940    |                                      |
| 661. Divisions-Panzerabwehrbatterie (661e batterie divisionnaire antichar)                                              | 28/05/1940    |                                      |

## Gerät
Die Division verfügte insgesamt über 364 gepanzerte Fahrzeuge:
- 58 Infanteriepanzer Renault B1 (chars d'infanterie B1 bis)
- 44 Infanteriepanzer Renault D2 (chars d'infanterie D2)
- 135 leichte Panzer Renault R35 (chars légers R35)
- 39 mittlere Kampfpanzer Somua S35 (chars de cavalerie S35)
- 40 leichte Panzer Hotchkiss H-39 (chars légers H39)
- 48 Spähpanzer Panhard 178 (automitrailleuses de découverte P178)

## Kommandeure
- 7. Mai 1940: Oberst Charles de Gaulle (Erhielt am 26. April das interimistische Kommando über die bis Mitte Mai aufzustellende Division und trat das Kommando am 7. Mai an.)[6]

- 6. Juni 1940: Oberst Paul Arthur Marie Chaudessolle
- 7. Juni 1940: General Pierre Jules André Marie de La Font